# Tyler, the Creator
Tyler, the Creator, właśc. Tyler Gregory Okonma (ur. 6 marca 1991 w Hawthorne) – amerykański raper, autor tekstów, producent muzyczny, projektant mody. Jeden z założycieli grupy muzycznej Odd Future. Zdobywca dwóch nagród Grammy za Najlepszy Album Rapowy. Jest uznawany za jedną z najbardziej wpływowych postaci popkultury swojego pokolenia ze względu na swój wyjątkowy, eklektyczny oraz kolorowy styl muzyczny i modowy, popularyzując muzykę rap jako „zjawisko internetowe”, które obejmowało nową falę alternatywnych artystów hip-hopowych i R&B w latach 2010.
Okonma zyskał sławę pod koniec lat 2000, kiedy pojawił się w Internecie jako lider i współzałożyciel kolektywu muzycznego Odd Future. Okonma brał udział w działalności grupy jako raper, producent, reżyser i aktor, wydając albumy studyjne, które sam wyprodukował dla poszczególnych członków. Okonma występował także w swoim programie komediowym Loiter Squad (2012–2014).
Oprócz współpracy z Odd Future, Okonma rozwijał karierę solową, wydając własnym sumptem swój debiutancki album studyjny Bastard (2009). Dzięki temu wydawnictwu zyskał uznanie w internetowej prasie muzycznej jako wschodzącego artysty sceny muzyki niezależnej. Jego drugi album Goblin (2011) przyniósł mu popularność w mediach głównego nurtu, w czym pomógł również popularny singiel „Yonkers” i towarzyszący mu teledysk. W tym okresie Okonma stał się obiektem kontrowersji w mediach ze względu na swoje brzmienie inspirowane horrorcorem oraz brutalne, transgresywne teksty.
Po wydaniu trzeciego albumu studyjnego Wolf (2013), Okonma zaczął odchodzić od produkcji horrorcore'owych, zwracając się w stronę bardziej przystępnych brzmień, w tym połączeń jazzu, soulu i R&B. W 2015 roku Tyler wydał swój czwarty album Cherry Bomb (2015), na którym gościnnie wystąpili tacy artyści jak Lil Wayne i Kanye West. W 2017 roku Okonma wydał Flower Boy (2017), pierwszy z jego udanej trylogii, po której nastąpiły Igor (2019) i Call Me If You Get Lost (2021), z których każdy przyniósł mu szerokie uznanie krytyków i sukces komercyjny, przy czym dwa ostatnie zadebiutowały na pierwszym miejscu na liście Billboard 200 i zdobyły nagrodę Grammy w kategorii Najlepszy Album Rapowy w 2020 i 2022 roku. Jego ósmy album, Chromakopia, ukazał się 28 października 2024 roku. Niedługo po tym, 21 lipca 2025 roku ukazał się album DON'T TAP THE GLASS.
Oprócz produkcji muzycznych, Okonma stał się znaczącą postacią w świecie mody dzięki swoim projektom odzieżowym Golf Wang i Le Fleur, a także dzięki współpracy z takimi markami jak Lacoste, Converse i Louis Vuitton. Okonma jest również założycielem festiwalu muzycznego Camp Flog Gnaw Carnival, który odbywa się corocznie od 2012 roku. Wystąpili na nim m.in. Kanye West, Drake, Kendrick Lamar, Lana Del Rey i Billie Eilish. Wyreżyserował także wszystkie utwory muzyczne i teledyski promocyjne w swojej karierze, występując pod pseudonimem Wolf Haley. Okonma zdobył dwie nagrody Grammy, trzy nagrody BET Hip Hop, nagrodę Brit Awards i nagrodę MTV Video Music Award. W 2019 roku The Wall Street Journal przyznał mu tytuł „Muzycznego Innowatora Roku”.  W 2024 roku dziennik Los Angeles Times przedstawił Okonmę w serii „LA Influential” jako „twórcę, który pozostawia swój ślad” w Los Angeles.

## Życiorys
Tyler Gregory Okonma urodził się 6 marca 1991 roku w Hawthorne w Kalifornii jako syn Nigeryjczyka o pochodzeniu Igbo i mulatki o mieszanym pochodzeniu afroamerykańskim i euro-kanadyjskim. Nigdy nie poznał swojego ojca i spędził wczesne lata życia w Hawthorne, a w wieku 17 lat przeprowadził się do Ladera Heights. W wieku siedmiu lat wyjmował okładki z pudełek płyt CD i tworzył okładki do swoich wyimaginowanych albumów, w tym listę utworów z długością piosenek, jeszcze zanim nauczył się tworzyć muzykę.  W wieku 14 lat nauczył się sam grać na pianinie.
Podczas 12 lat nauki uczęszczał do 12 różnych szkół w okolicach Los Angeles i Sacramento. W ósmej klasie Okonma zapisał się na zajęcia teatralne, z których został wyrzucony, bo był zbyt nadpobudliwy, a w dziewiątej klasie nie pozwolono mu dołączyć do klasy zespołu muzycznego, ponieważ nie potrafił czytać nut. Pracował w FedEx przez okres krótszy niż dwa tygodnie i w Starbucks przez ponad dwa lata. Okonma wziął swój pseudonim sceniczny ze strony na Myspace, na której publikował swoje twórcze dokonania.

## Kariera

### 2007–2011: Odd Future,BastardiGoblin
Okonma w 2007 roku założył wraz z Hodgym, Left Brainem i Caseyem Veggiesem alternatywny kolektyw hiphopowy Odd Future. W listopadzie 2008 roku wydali własnym nakładem swój debiutancki mixtape, The Odd Future Tape. 25 grudnia 2009 roku Okonma niezależnie wydał swój pierwszy album zatytułowany Bastard (2009). Album ostatecznie znalazł się na 32. miejscu listy najlepszych albumów 2010 roku według Pitchfork. 11 lutego 2011 roku Okonma wydał teledysk do utworu „Yonkers”. Film przykuł uwagę wielu mediów internetowych. Dłuższą wersję z trzecią zwrotką udostępniono na iTunes. Okonma zdobył nagrodę MTV Video Music Awards 2011 w kategorii Best New Artist za piosenkę „Yonkers”. Tematyczna zawartość tych dwóch pierwszych solowych projektów Okonmy sprawiła, że fani i publikacje zaliczyli go do nurtu horrorcore, chociaż on sam stanowczo odrzucił swój związek z nią.

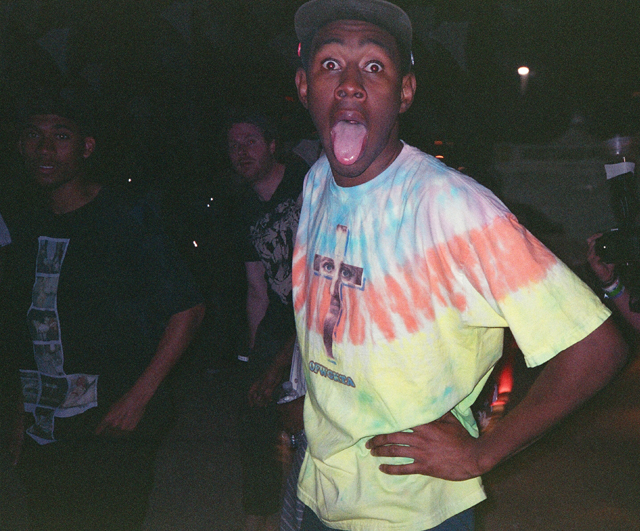
Tyler, the Creator w 2011 roku

Na początku 2011 roku Okonma wzbudził zainteresowanie wielu osobistości z branży muzycznej, w tym Steve’a Rifkinda, Jimmy'ego Iovine’a, Ricka Rossa i Jay-Z. Okonma i reszta zespołu Odd Future ostatecznie podpisali umowę z Red Distribution/Sony w kwietniu 2011 roku. Jego drugi album studyjny, Goblin (2011), ukazał się 10 maja 2011 roku. Okonma i Hodgy Beats, członek Odd Future, po raz pierwszy wystąpili w telewizji 16 lutego 2011 roku, wykonując utwór „Sandwitches” w programie Late Night with Jimmy Fallon. 16 marca Okonma i Hodgy wykonali utwory „Yonkers” i „Sandwitches” podczas gali rozdania nagród MTVU Woodie Awards 2011, a podczas „Sandwitches” dołączyli do nich inni członkowie Odd Future. W wywiadzie dla Interview z Okonmą, Waka Flocka Flame wyraził zainteresowanie współpracą z frontmanem Odd Future w celu wyreżyserowania dla niego teledysku. Pod koniec 2011 roku, Okonma ogłosił, że jego trzeci, najnowszy album studyjny będzie miał nazwę Wolf (2013) i ukaże się w maju 2012 roku. Okonma ogłosił również, że Odd Future stworzy własny program telewizyjny o nazwie Loiter Squad. 8 września 2011 roku ostatecznie potwierdzono, że program będzie 15-minutowym widowiskiem z udziałem aktorów, składającym się z różnych skeczy, fragmentów z ludźmi na ulicy, żartów i muzyki stworzonej przez Odd Future. Dickhouse Productions, spółka produkcyjna, która stworzyła Jackass, miała zająć się produkcją.

### 2012–2014:Wolfi program telewizyjnyLoiter Squad

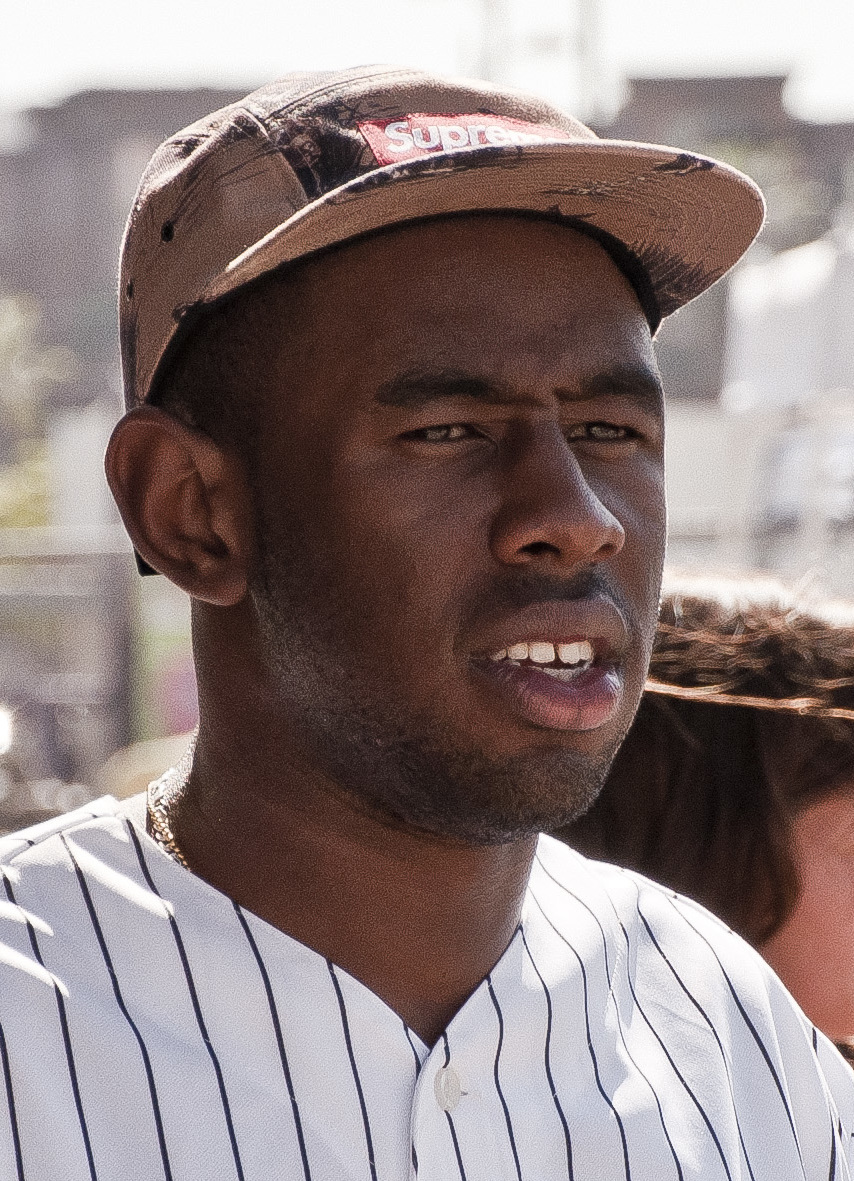
Tyler, the Creator we wrześniu 2012 roku

Premiera serialu Loiter Squad miała miejsce na kanale Adult Swim 25 marca 2012 roku. Program był emitowany przez trzy sezony i gościnnie wystąpiły w nim takie gwiazdy, jak Johnny Knoxville, Lil Wayne i Seth Rogen. W 2015 roku Okonma stwierdził, że program „już nie istnieje”. 14 lutego 2013 roku Odd Future umieścił na swoim koncie w serwisie YouTube film, na którym widać L-Boya skaczącego ze spadochronem i informację o tym, że Wolf (2013) zostanie opublikowany 2 kwietnia 2013 roku. Tego samego dnia Okonma ujawnił na swoim koncie na Instagramie trzy okładki albumów.
W ramach promocji albumu Wolf (2013), Okonma wykonał kilka gościnnych zwrotek dla innych artystów, w tym „Trouble on My Mind” artysty GOOD Music, Pusha T, „Martians vs. Goblins” The Game'a (również z udziałem Lil Wayne'a), „I'ma Hata” DJ Dramy (z udziałem Waki Flocki Flame'a i D-Bo), tytułowy utwór z albumu No Idols, który Domo Genesis, członek Odd Future, nagrał we współpracy z The Alchemist, a także „Blossom & Burn” zespołu Trash Talk z udziałem Hodgy'ego. Okonma był także współproducentem utworu „666” z trzeciego albumu zespołu MellowHype zatytułowanego Numbers, w którym wystąpił również Mike G.
W marcu i kwietniu 2013 roku Okonma koncertował w Ameryce Północnej i Europie. Pierwszy singiel z albumu Wolf (2013) został wydany 14 lutego 2013 roku pod tytułem „Domo23” wraz z teledyskiem, w którym wystąpili Domo Genesis, Earl Sweatshirt, Jasper Dolphin i Taco Bennett. 26 lutego 2013 roku Okonma wykonał utwory „Domo23” i „Treehome95” w programie Late Night with Jimmy Fallon.
Album Wolf (2013) został wydany 2 kwietnia 2013 roku przez Odd Future Records i RED Distribution pod szyldem Sony Music Entertainment. W utworach gościnnie wystąpili m.in. Frank Ocean, Mike G, Domo Genesis, Earl Sweatshirt, Left Brain, Hodgy, Pharrell Williams, Casey Veggies i Erykah Badu. Album został wyprodukowany wyłącznie przez Okonmę, z wyjątkiem ostatniego utworu „Lone”. Oprócz głównego singla „Domo23” nakręcono teledyski do utworów „Bimmer”, „IFHY” i „Jamba”. Po wydaniu album zebrał generalnie pozytywne recenzje i zadebiutował na trzecim miejscu na liście Billboard 200, sprzedając się w nakładzie 80 000 egzemplarzy w pierwszym tygodniu.
31 stycznia 2014 roku pojawiły się doniesienia, że Okonma nagrywa z Makiem DeMarco.

### 2015–2016:Cherry Bomb
9 kwietnia 2015 roku Okonma udostępnił teledysk do utworu „Fucking Young” na oficjalnym kanale Odd Future w serwisie YouTube. W filmie znalazł się także krótki fragment innej piosenki, „Deathcamp”. Tego samego dnia Okonma ogłosił, że utwory znajdą się na jego nadchodzącym albumie Cherry Bomb (2015), którego premiera była zaplanowana na 13 kwietnia 2015 roku. Okonma ogłosił na swoim koncie na Twitterze, że na albumie wystąpią Charlie Wilson, Chaz Bundick i członek Black Lips – Cole Alexander. Dwa dni później Okonma po raz pierwszy wykonał utwory „Fucking Young” i „Deathcamp” na festiwalu Coachella. Podczas występu Okonma szczególnie skrytykował VIP-ów na widowni, wśród których było wiele gwiazd, za brak entuzjazmu.

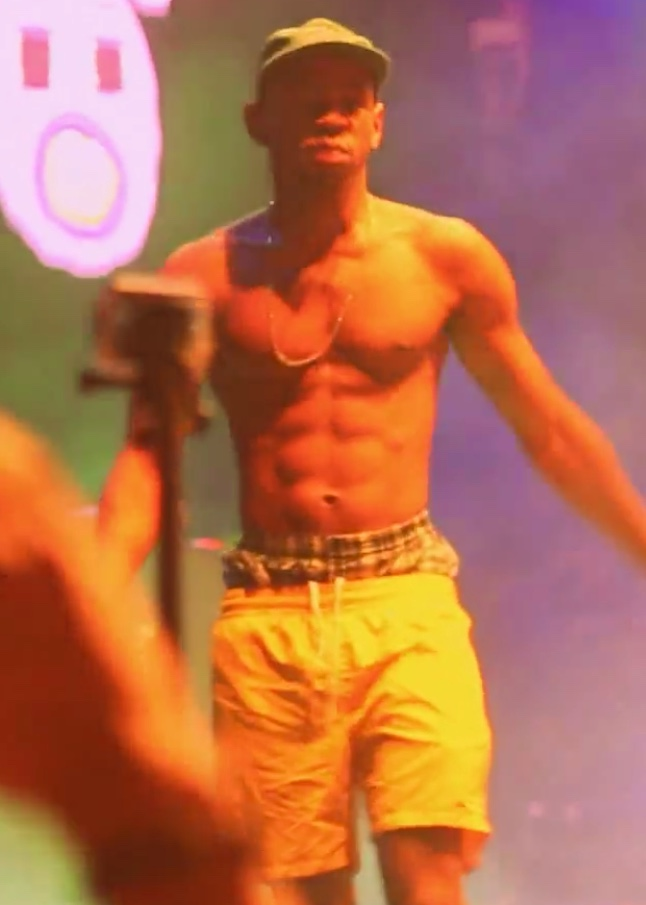
Tyler, the Creator podczas Cherry Bomb World Tour w Moskwie w sierpniu 2015 roku

Album Cherry Bomb (2015) został wydany cyfrowo 13 kwietnia 2015 roku przez Odd Future Records, a fizyczne kopie albumu z pięcioma różnymi okładkami zostały wydane 28 kwietnia 2015 roku. Na albumie wystąpili tacy znani artyści jak Kanye West, Lil Wayne i Schoolboy Q. Album był promowany światową trasą koncertową po Ameryce Północnej, Europie i Azji, rozpoczynającą się na festiwalu Coachella 11 kwietnia 2015 roku, a kończącą się w Tokio w Japonii we wrześniu 2015 roku. Okonma odwołał australijską część trasy Cherry Bomb World Tour po kampanii organizacji Collective Shout, która miała na celu uniemożliwienie wizyty Tylerowi w Australii, oskarżając go o promowanie mizoginii i przemocy wobec kobiet w swoich tekstach. W rezultacie, Tyler otrzymał oficjalny zakaz wjazdu do Australii, a australijskie władze imigracyjne wycofały jego wizę. Tyler odniósł się do sytuacji na swoim Twitterze, wyrażając frustrację i krytykując działaczy, którzy doprowadzili do jego zakazu wjazdu.
26 sierpnia 2015 roku Okonma ujawnił, że został objęty zakazem wjazdu do Wielkiej Brytanii na okres od trzech do pięciu lat, co zmusiło go do odwołania szeregu koncertów trasy promującej album Cherry Bomb (2015), w tym koncertów na Reading and Leeds Festivals. Powodem zakazu były teksty piosenek pochodzące jeszcze z 2009 roku. Jego menadżer Christian Clancy powiedział, że o zakazie poinformowano ich w liście od ówczesnej minister spraw wewnętrznych Theresy May.  May jako powód zakazu podała tekst piosenki z albumu Bastard (2009), mimo że Okonma odbył wiele tras koncertowych po Wielkiej Brytanii od czasu jego wydania. Okonma później twierdził, że czuł się traktowany „jak terrorysta” i zasugerował, że zakaz miał podłoże rasowe, stwierdzając, że „nie podobał im się fakt, że ich dzieci wielbią czarnego mężczyznę”.

### 2017–2018:Flower Boy,telewizja
8 kwietnia 2017 roku Frank Ocean wydał piosenkę zatytułowaną „Biking” w swojej stacji radiowej Blonded Radio w Beats 1, w której wystąpili Tyler, the Creator i Jay-Z. Dwa dni później ogłoszono, że Okonma napisze, wyprodukuje i wykona motyw muzyczny nowego programu naukowca Billa Nye'a, Bill Nye Saves the World.
28 czerwca 2017 roku na kanale Viceland odbyła się premiera zwiastuna programu telewizyjnego Okonmy Nuts + Bolts. Program skupiał się na rzeczach, które Tyler uważał za interesujące lub które go pasjonują, i wyjaśniał, w jaki sposób powstają. Premiera serialu miała miejsce 3 sierpnia 2017 roku.
29 czerwca 2017 roku Okonma opublikował na nowym kanale YouTube piosenkę „Who Dat Boy” z udziałem A$AP Rocky'ego, po tym jak na jego kontach w mediach społecznościowych zamieszczono wiele promocyjnych postów z odliczaniem do premiery. Tej samej nocy udostępnił piosenkę w serwisach streamingowych wraz z nowym utworem zatytułowanym „911 / Mr. Lonely” z udziałem Steve'a Lacy'ego, Franka Oceana i Anna of the North. 6 lipca 2017 roku ogłosił tytuł, listę utworów i datę premiery swojego piątego albumu, Flower Boy (2017), który ukazał się 21 lipca 2017 roku. Przed premierą albumu ukazało się kilka singli, w tym „Boredom” z Rex Orange County i Anna of the North i „I Ain't Got Time!”. Flower Boy (2017) zebrał entuzjastyczne recenzje krytyków i został nominowany do nagrody Grammy w kategorii Najlepszy Album Rapowy podczas 60. dorocznej gali rozdania nagród Grammy, co zapewniło Okonmie drugą nominację do nagrody Grammy po tym, jak przyczynił się do nominacji albumu Franka Oceana Channel Orange (2012) do nagrody Album Roku w 2013 roku. Tyler został jednak pokonany przez czwarty album Kendricka Lamara – Damn (2017).
14 września 2017 roku Okonma zapowiedział swój trzeci dotychczas program telewizyjny, The Jellies!. Premiera odbyła się 22 października 2017 roku.
29 marca 2018 roku Okonma wydał utwór „Okra”, będący jednym z wielu utworów freestyle’owych i remiksów. Okonma nazwał ją „piosenką jednorazową”, stwierdzając, że nie zostanie ona umieszczona na żadnym nadchodzącym albumie i nie jest wyznacznikiem brzmienia jakichkolwiek przyszłych projektów. 22 maja 2018 roku wydał „435”, kontynuując serię singli.
23 lipca 2018 roku, agencja kreatywna A$AP Rocky'ego AWGE przez przypadek publicznie opublikowała AWGE DVD (Vol. 3), kompilację utworów grupy A$AP Mob, na której znajdowała się piosenka „Potato Salad” z udziałem Rocky'ego i Okonma. Pod koniec teledysku znajdowała się informacja „WANG$AP Coming Soon” co miało zwiastować kolaboracyjny album z udziałem dwóch artystów. Następnego dnia Okonma na swoim profilu na Twitterze sprostował, że projekt nie jest obecnie planowany.

### 2019–2023:IgoriCall Me If You Get Lost

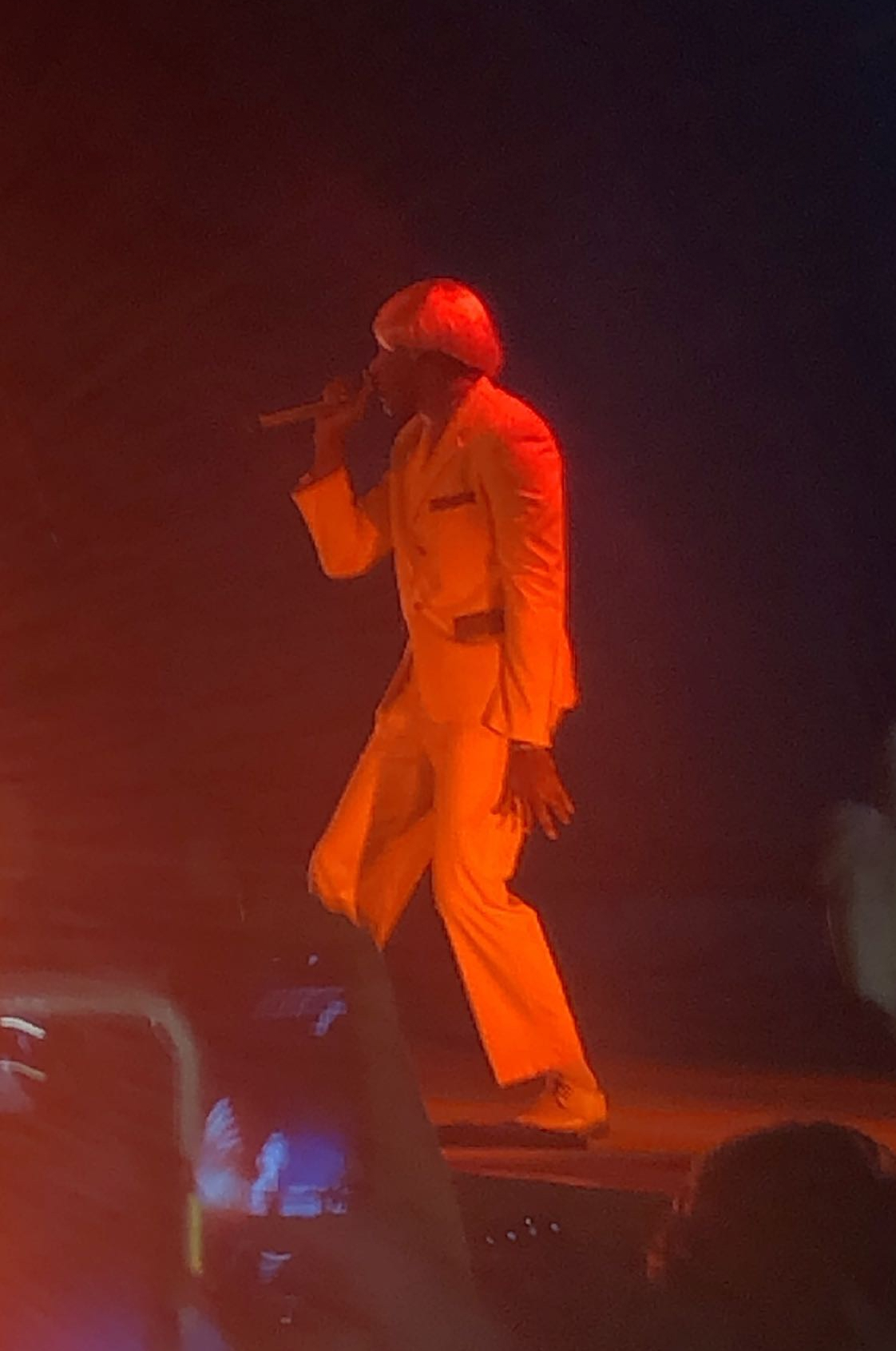
Tyler podczas koncertu w Pittsburgh w 2019 roku

Od 1 maja 2019 roku, Okonma udostępniał na swoich portalach społecznościowych (głównie Instagram) krótkie klipy wideo prezentujące nową muzykę, ubrany w długą blond perukę, wielokolorowy garnitur i okulary przeciwsłoneczne. Wkrótce, 6 maja 2019 roku, zapowiedział wydanie swojego szóstego albumu studyjnego, Igor (2019), który ukazał się 17 maja.
Album Igor (2019) spotkał się z szerokim uznaniem krytyków i zadebiutował na pierwszym miejscu na liście Billboard 200, stając się pierwszym albumem Okonmy, który znalazł się na szczycie w Stanach Zjednoczonych. Na albumie znajduje się również utwór „Earfquake”, który zajął 13. miejsce na liście Billboard Hot 100. 23 grudnia 2019 roku Okonma wydał dwie piosenki: „Best Interest”, która jak stwierdził: „jest niedokończonym wycinikiem Igora” oraz „Group B”. Igor (2019) zdobył nagrodę za Najlepszy Album Rapowy podczas 62. ceremonii wręczenia nagród Grammy. Okonma w trakcie jego przemowy przyznał, że chociaż był „bardzo wdzięczny” za zwycięstwo, kategoryzowanie jego muzyki jako rapu jest „pokrętnym komplementem”. „To do bani, że kiedykolwiek my — a mam na myśli facetów, którzy wyglądają jak ja — robimy coś, co przekracza granice gatunku lub jest czymś takim, zawsze umieszczają to w kategorii rapu lub muzyki miejskiej. Nie podoba mi się to „miejskie” słowo — to jak dla mnie po prostu politycznie poprawny sposób na powiedzenie słowa na n ” — powiedział. Dodał również, że chciałby być rozpoznawany na bardziej mainstreamowym poziomie, a nie na zawsze szufladkowany w kategoriach „miejskich”.

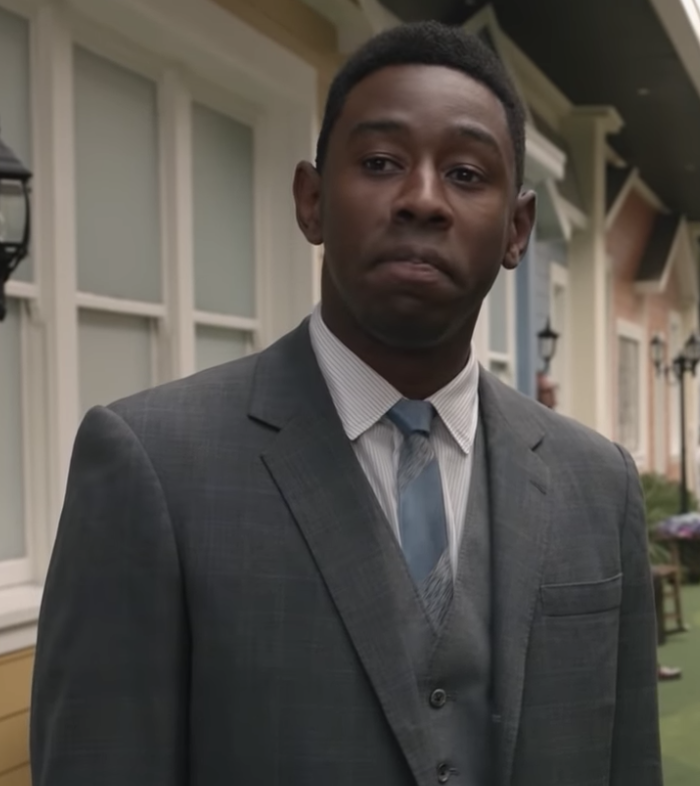
Okonma jako Cornell w serialu komediowo-dramatycznym Kidding stacji Showtime z 2020 roku

Na potrzeby swojego siódmego albumu studyjnego, Call Me If You Get Lost (2021), Okonma umieścił w największych miastach na całym świecie billboardy z numerem telefonu, który po wybraniu którego odtwarzał nagraną rozmowę między Okonmą a jego matką. Nagranie to znajduje się na albumie pod tytułem „Momma Talk”. Niedługo po zauważeniu billboardów odkryto stronę internetową o tej samej nazwie. Pierwszy singiel z albumu, „Lumberjack”, został wydany 16 czerwca 2021 roku. Następnego dnia Okonma ujawnił okładkę albumu i potwierdził datę jego wydania – 25 czerwca. Po wydaniu album spotkał się z szerokim uznaniem krytyków i zadebiutował na pierwszym miejscu na liście Billboard 200, stając się drugim albumem Okonmy, który znalazł się na pierwszym miejscu na liście w Stanach Zjednoczonych. 5 stycznia 2022 roku Tyler, the Creator został ogłoszony headlinerem festiwalu Forecastle w Louisville wraz z takimi artystami jak Tame Impala czy Jack Harlow, który był zaplanowany na 27–29 maja 2022 roku.
Pokaz mody męskiej Louis Vuitton na jesień-zimę 2022, który odbył się w Carreau du Temple w Paryżu, był jednym z ostatnich pokazów zorganizowanych przez nieżyjącego już projektanta mody i dyrektora kreatywnego Louis Vuitton, Virgila Abloha. Muzykę do tego programu skomponował Tyler, the Creator. Aranżacją utworu zajął się Arthur Verocai, a występ na żywo wykonał Gustavo Dudamel wraz z Chineke! Orchestra.
25 marca 2022 roku Okonma pojawił się w dwóch utworach z albumu Nigo I Know Nigo!, otwierający utwór „Lost and Found Freestyle 2019” z udziałem A$AP Rocky'ego i zamykający „Come On, Let's Go”, z których ten ostatni został wydany wraz z teledyskiem promującym linię odzieżową Golf le Fleur* Tylera. Album Call Me If You Get Lost (2021) zdobył nagrodę w kategorii Najlepszy Album Rapowy podczas 64. ceremonii wręcznia nagród Grammy.
27 marca 2023 roku Okonma ujawnił album Call Me If You Get Lost: The Estate Sale, na którym znajdują się utwory nagrane na album Call Me If You Get Lost (2021), ale które nie znalazły się na ostatecznej wersji albumu, w tym singiel „Dogtooth”, który został wydany w dniu ogłoszenia wraz z teledyskiem. Na Twitterze Okonma stwierdził, że „Call Me If You Get Lost był pierwszym albumem, jaki stworzył, z wieloma utworami, które nie znalazły się w ostatecznej wersji”. 29 marca 2023 roku ukazał się kolejny singiel „Sorry Not Sorry” wraz z teledyskiem. The Estate Sale został wydany 31 marca 2023 roku wraz z teledyskiem do piosenki „Wharf Talk”.

### 2024–obecnie:Chromakopia i DON'T TAP THE GLASS
13 kwietnia 2024 roku Okonma wystąpił jako gwiazda wieczoru na festiwalu Coachella, zamykając sobotni wieczór występem, w którym gościnnie wystąpili Childish Gambino, A$AP Rocky i Kali Uchis, a także wykonał duet „Earfquake” z Charliem Wilsonem. Rozpoczął występ przebijając się przez ścianę sztucznej przyczepy za pomocą fajerwerków, po czym wykonał utwory ze swojej całej dyskografii. Krytycy określili występ jako „ekscytujący, pełen napięcia spektakl” i „genialne przypomnienie mocy bohatera kultu”.
16 października 2024 roku Okonma ujawnił nazwę swojego ósmego albumu Chromakopia (2024) w zwiastunie piosenki „St. Chroma”. 21 października Okonma wydał główny singiel albumu „Noid”, a album został wydany 28 października.
18 Lipca 2025 ogłosił wydanie nowego albumu "DON'T TAP THE GLASS" i trzy dni później wydał album, i wydał teledysk do "STOP PLAYING WITH ME" tego samego dnia.

## Styl i wpływy muzyczne

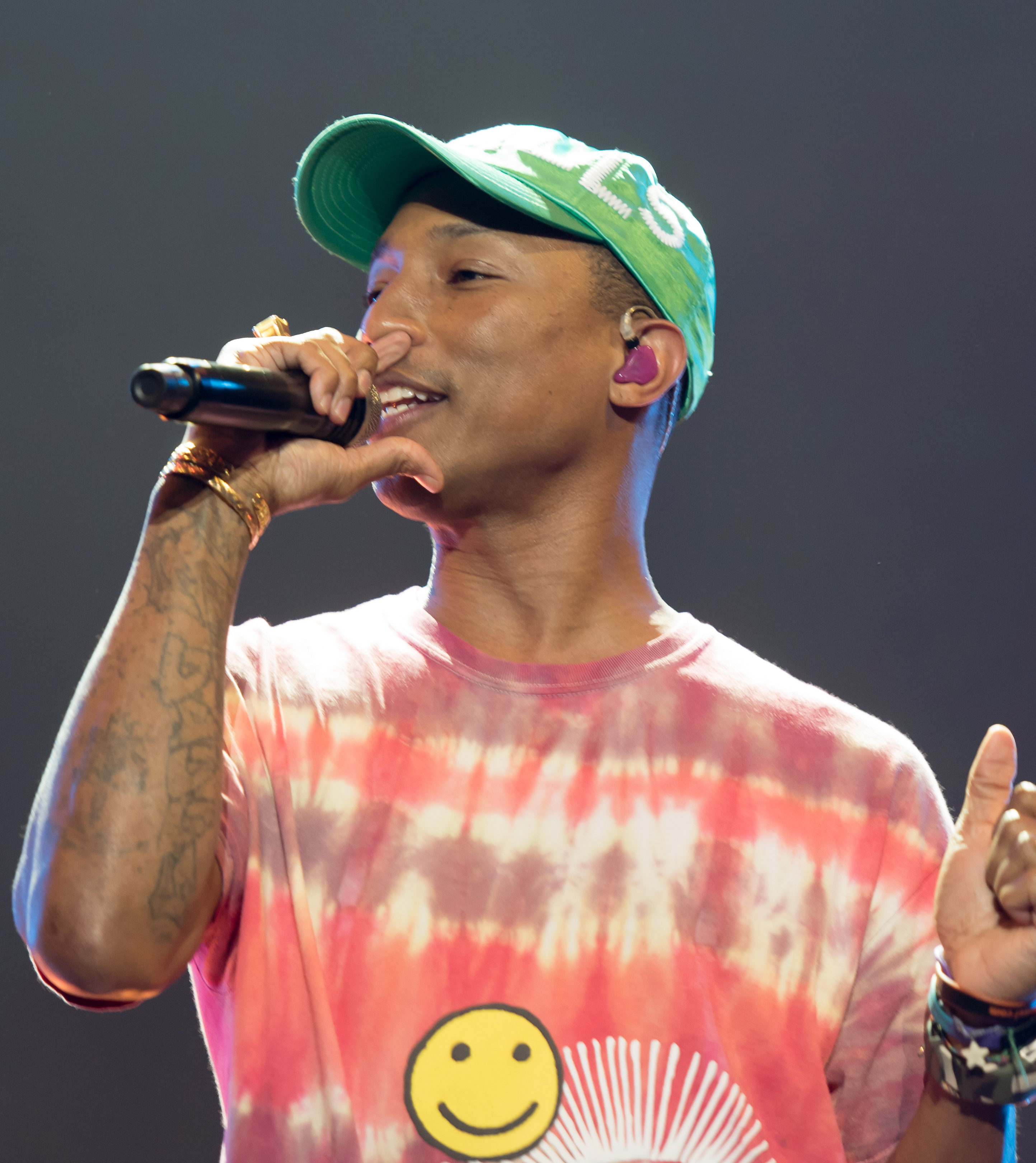
Pharrell Williams – jedna z największych inspiracji dla Okonmy

Muzykę Okonmy określano jako alternatywny hip-hop, hip-hop, neo soul, west coast hip-hop, jazz rap i hardcore hip-hop, natomiast jego wczesną muzykę określano jako horrorcore. Gdy Okonma pojawił się na scenie muzycznej jako „dziwna postać” Internetu i jeden z liderów kolektywu muzycznego Odd Future, jego produkcje muzyczne instynktownie zaczęły przypominać te tworzone przez Pharrella Williamsa i jego dzieła w N.E.R.D i The Neptunes w latach 2000, które Okonma uważał za swoje największe inspiracje i punkty odniesienia. Estetyka oparta na horrorcore i transgresywne teksty jego debiutanckiego albumu Bastard (2009) oraz Goblin (2011) zostały zainspirowane twórczością Eminema, zwłaszcza albumem Relapse (2009), który według Okonmy jest jednym z jego ulubionych. Zapytany o powód obraźliwej treści w tekstach piosenek, Okonma odpowiedział, że „nie są obraźliwe” i że „po prostu lubię wkurzać starych białych kolesi”. „Nihilistyczna” i mroczna estetyka jego wczesnej twórczości była ostro krytykowana w internetowych społecznościach muzycznych za umieszczanie w tekstach tekstów, w których mówił o gwałcie i morderstwie. Teledysk do utworu „Yonkers”, w którym Okonma zjada karalucha i na końcu popełnia samobójstwo, wzbudził kontrowersje w mediach, a także został opublikowany przez Kanye Westa na jego koncie na Twitterze, gdzie nazwał go „teledyskiem 2011 roku”.

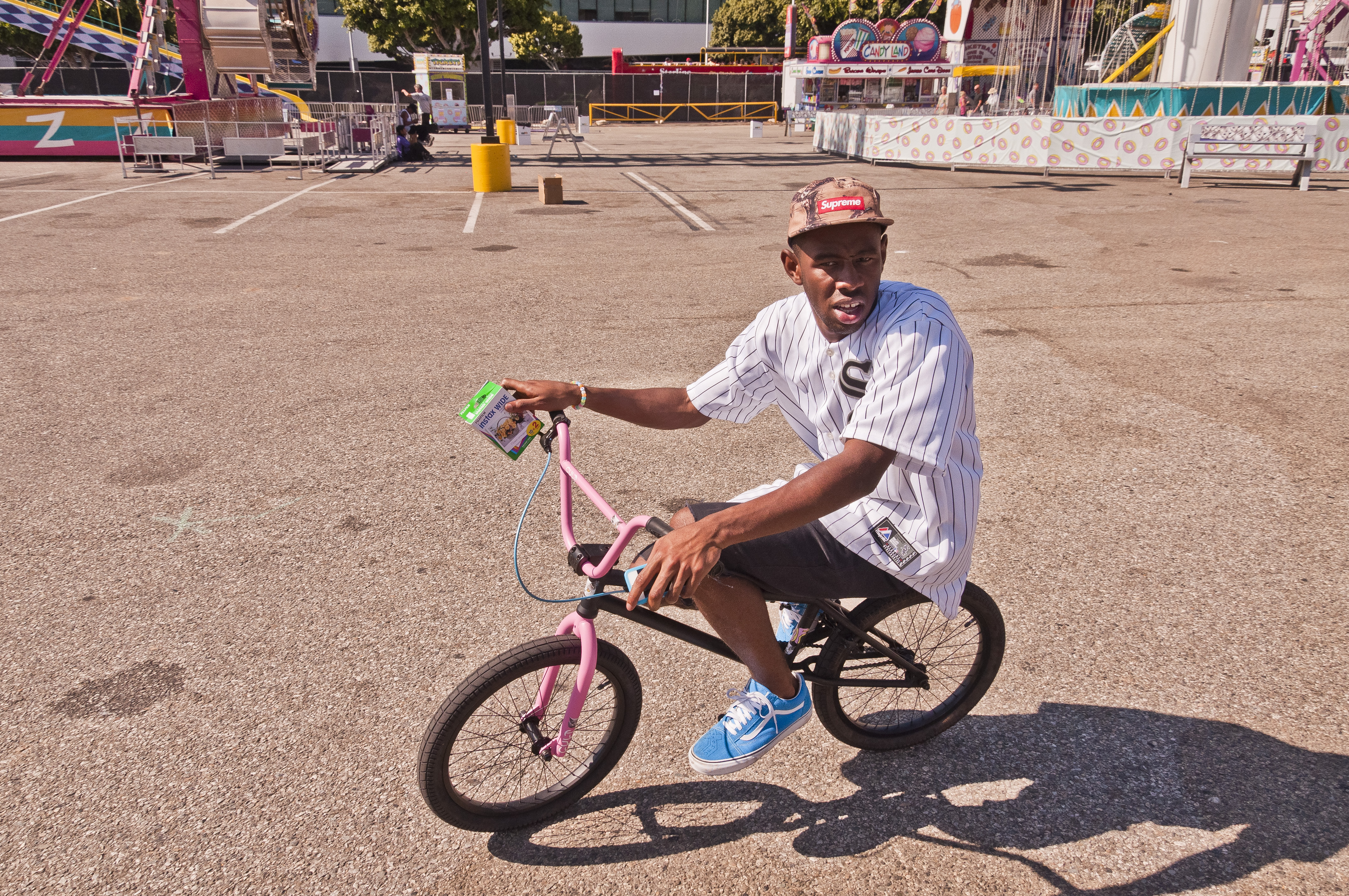
Tyler, the Creator we wrześniu 2012 roku

Jako lider Odd Future na początku lat 2010 grupa szybko zyskała znaczną uwagę mediów i Internetu, porównując ją do Wu-Tang Clan ze względu na buntowniczą postawę i niechęć do dostosowania się do standardów branżowych. Okonma jednak szybko zaprzeczył tym porównaniom: „jesteśmy w zupełnie innej sytuacji”. Podejście grupy „zrób to sam” wywarło silny wpływ na hip-hop, ponieważ grupa wydawała muzykę i treści, kiedy tylko chciała, za pośrednictwem niekonwencjonalnych platform, takich jak YouTube, Tumblr czy MySpace, co skłoniło artystów do obrania alternatywnej ścieżki w budowaniu swojej kariery. Grupa i Okonma wywarli również wpływ na modę, zaczynając popularyzować odzież miejską pod markami streetwear Supreme i Converse, oprócz własnej marki Golf Wang o uderzającej, kolorowej estetyce. Okonma zapoczątkował także nową falę zainteresowania jazdą na deskorolce i rowerze, ponieważ często widywano go jeżdżącego na BMX-ie lub deskorolce po Los Angeles. Kilku członków grupy, takich jak Frank Ocean i Earl Sweatshirt, odniosło sukcesy w karierze muzycznej, a jednocześnie powstały alternatywne grupy, takie jak The Internet, na czele której stanęli Syd i Steve Lacy.
Od czasu wydania drugiego albumu studyjnego Wolf (2013) krytycy zauważyli muzyczną zmianę w produkcjach Okonmy, zmierzającą w stronę bardziej przystępnych i melodyjnych brzmień poprzez połączenie jazzu, R&B i soulu, w tym współpracę z artystami z tych gatunków, takimi jak Erykah Badu, Charlie Wilson czy Frank Ocean. Przyjął również bardziej intymne podejście w swoich tekstach, mówiąc o porzuceniu przez ojca w piosence „Answer”. Jednak jego następna płyta, Cherry Bomb (2015), spotkała się z mieszanym przyjęciem fanów i krytyków za eksperymentalną produkcję, w której Okonma zdecydował się „tworzyć wyłącznie piosenki” bez żadnego związku między nimi, z bardziej „agresywną” i „hałaśliwą” estetyką. The Medium napisało w analizie, że „(Cherry Bomb) to album, który zasygnalizował tę zmianę i utorował drogę jego następnym albumom Flower Boy (2017) i Igor (2019), jeśli chodzi o styl produkcji i teksty Tylera”. W tym czasie Okonma na czas nieokreślony wycofał się ze swoich obowiązków w Odd Future, podpisując kontrakt z wytwórnią płytową Columbia Records.
Czwarty album Okonmy, Flower Boy (2017 „oznaczał początek nowej ery — całkowite odejście od szalenie obraźliwych tekstów i mrocznej tematyki, które charakteryzowały jego poprzednie dzieła”.  Igor (2019), pierwszy album Okonmy nagrodzony Grammy, był głęboko osobistym albumem koncepcyjnym o „emocjonalnej podróży bycia dziwakiem w trójkącie miłosnym”, natomiast Call Me If You Get Lost (2021), jego drugi album nagrodzony Grammy, był albumem koncepcyjnym o „osobie Tylera Baudelaire'a, eleganckiego, obytego w podróżach dżentelmena o wyrafinowanym guście w kwestii wysokiej sztuki”. Najnowsza trylogia ugruntowała pozycję Okonmy jako jednego z najbardziej cenionych i najwyżej ocenianych artystów swojego pokolenia i dekady. Podczas odbierania nagrody za wpływ kulturowy podczas gali BET Awards Okonma podziękował Q-Tipowi, André 3000, Chadowi Hugo, Kanyemu Westowi, Missy Elliott, Bustowi Rhymesowi i Hype'owi Williamsowi za ich wpływ. Oprócz muzyki, Okonma ugruntował swoją pozycję w branży modowej dzięki Golf Le Fleur, luksusowej linii produktów z najwyższej półki, którą opisuje się jako „ucieleśniającą globtroterską mise en scène jego najnowszego albumu Call Me If You Get Lost (2021)”.

## Życie prywatne
Okonma jest zapalonym skaterem od 2002 roku i kolekcjonuje rowery BMX. Deklaruje się jako ateista. Jest uczulony na psy. Ma silne problemy z astmą, przez co używa inhalatora podczas występów na żywo, z tego powodu wyznaje styl życia straight edge.

### Seksualność
Orientacja seksualna Tylera zawsze była kwestią sporną. Na albumie Flower Boy (2017) raper często wspominał o swojej seksualności, sugerując, że jest osobą homoseksualną. W wywiadzie dla Rolling Stone stwierdził, że „jest gejem jak c***” i stwierdził „Moi przyjaciele wiedzą, że jestem gejem. Nie przejmują się tym”. W wywiadzie dla magazynu Vice stwierdził także, że już w wieku 15 lat miał chłopaka. W utworze „Willshire” z albumu Call Me If You Get Lost (2021) stwierdził natomiast, że może „wy*****ć wszystkie s*** z każdego kraju, nie ma znaczenia czy są mężczyznami czy kobietami”. W piosence „SORRY NOT SORRY” pojawia się natomiast wers „Przepraszam wszystkich chłopaków, których musiałem kryć i wszystkie dziewczyny, które okłamałem”.
Okonmę krytykowano za używanie homofobicznych obelg, zwłaszcza za częste używanie w tekstach piosenek i na Twitterze określenia „pedał”. Zaprzeczył oskarżeniom o homofobię, stwierdzając: „Nie jestem homofobem. Po prostu mówię pedał i używam słowa gej jako przymiotnika, aby opisać głupie gówno” i „Nie jestem homofobem. Po prostu uważam, że pedał uderza i rani ludzi”. Jednak później powiedział w wywiadzie dla MTV: „Cóż, mam fanów gejów i oni tak naprawdę tego nie odbierają jako obraźliwego, więc nie wiem. Jeśli cię to obraża, to cię obraża. Jeśli nazywasz mnie czarnuchem, naprawdę mnie to nie obchodzi, ale to tylko ja, osobiście. Niektórzy ludzie mogą to odebrać inaczej; mnie osobiście to gówno obchodzi”. Okonma poparł członka Odd Future, Franka Oceana, po tym jak Ocean publicznie ujawnił poprzedni związek z innym mężczyzną. Teksty piosenek na albumie Flower Boy (2017) doprowadziły do spekulacji, że Okonma dokonał coming outu jako gej; chodzi o utwory „Foreword”, „Garden Shed” i „I Ain't Got Time!”.

### Kwestie prawne
22 grudnia 2011 roku Okonmę aresztowano pod zarzutem wandalizmu po tym, jak rzekomo zniszczył sprzęt podczas występu w Roxy Theatre w West Hollywood. Fan nagrał wideo, na którym widać, jak Okonma rzuca mikrofonem w realizatora dźwięku. Okonma zapłacił następnie The Roxy odszkodowanie w wysokości 8000 dolarów amerykańskich.
15 marca 2014 roku Okonma został aresztowany w Austin w Teksasie za podżeganie do zamieszek. Nakazał fanom przepychanie się przez ochroniarzy podczas jego występu na festiwalu South by Southwest . Okonmie groziła kara do roku więzienia i grzywna w wysokości 4000 dolarów. Prawnik Okonmy, Perry Minton, twierdził, że zarzut udziału w zamieszkach jest przesadzony i utrwala błędne wyobrażenia na temat jego klienta, który nie był wcześniej aresztowany. Później zarzuty wycofano.
26 sierpnia 2015 roku Okonma ujawnił, że został objęty zakazem wjazdu do Wielkiej Brytanii na okres od trzech do pięciu lat, co zmusiło go do odwołania szeregu koncertów trasy promującej album Cherry Bomb (2015), w tym koncertów na Reading and Leeds Festivals. Powodem zakazu były teksty piosenek pochodzące jeszcze z 2009 roku. Jego menadżer Christian Clancy powiedział, że o zakazie poinformowano ich w liście od ówczesnej minister spraw wewnętrznych Theresy May.  May jako powód zakazu podała tekst piosenki z albumu Bastard (2009), mimo że Okonma odbył wiele tras koncertowych po Wielkiej Brytanii od czasu jego wydania. Okonma później twierdził, że czuł się traktowany „jak terrorysta” i zasugerował, że zakaz miał podłoże rasowe, stwierdzając, że „nie podobał im się fakt, że ich dzieci wielbią czarnego mężczyznę”. Według BBC zakaz został zniesiony w lutym 2019 roku, co zgadza się z zaplanowanym występem w Londynie w celu promocji Igora (2019), jednakże koncert został siłą odwołany przez policję z powodu obaw o bezpieczeństwo, oficjalnym powodem były obawy, że miejsce było „przepełnione” i „zbyt hałaśliwe”. Po zdobyciu nagrody International Male Solo Artist na Brit Awards 2020 Okonma nawiązał do zakazu. „Chciałbym szczególnie podziękować osobie, która jest mi bliska sercu, która dała radę, podczas gdy ja nie mogłem przyjechać do tego kraju pięć lat temu” – powiedział. „Wiem, że jest w domu wkurzona. Dziękuję Theresa May.”.

## Dyskografia

### Albumy

#### Albumy studyjne
| Tytuł                                                                                                 | Dane dot. albumu                                                                                               | Najwyższa pozycja na listach | Najwyższa pozycja na listach | Najwyższa pozycja na listach | Najwyższa pozycja na listach | Najwyższa pozycja na listach | Najwyższa pozycja na listach | Najwyższa pozycja na listach | Najwyższa pozycja na listach | Sprzedaż                    | Certyfikat                                                               |
| Tytuł                                                                                                 | Dane dot. albumu                                                                                               | USA                          | AUS                          | CAN                          | FRA                          | DAN                          | NZL                          | SUI                          | UK                           | Sprzedaż                    | Certyfikat                                                               |
| --- | --- | ---------------------------- | ---------------------------- | ---------------------------- | ---------------------------- | ---------------------------- | ---------------------------- | ---------------------------- | ---------------------------- | --------------------------- | ------------------------------------------------------------------------ |
| Bastard                                                                                               | - Data wydania: 25 grudnia 2009 - Wydawca: Niezależnie - Format: Digital download                              | —                            | —                            | —                            | —                            | —                            | —                            | —                            | —                            |                             |                                                                          |
| Goblin                                                                                                | - Data wydania: 10 maja 2011 - Wydawca: XL - Format: CD, LP, digital download, streaming                       | 5                            | 66                           | 16                           | —                            | 13                           | —                            | —                            | 21                           | - USA: 45 000               | - USA: złoto - UK: srebro - CAN: złoto                                   |
| Wolf                                                                                                  | - Data wydania: 2 kwietnia 2013 - Wydawca: Odd Future - Format: CD, LP, digital download, streaming            | 3                            | 13                           | 5                            | 116                          | 10                           | 10                           | —                            | 17                           | - USA: 107 000              | - USA: platyna - UK: srebro                                              |
| Cherry Bomb                                                                                           | - Data wydania: 13 kwietnia 2015 - Wydawca: Odd Future - Format: CD, LP, digital download, streaming           | 4                            | 13                           | 5                            | 195                          | 25                           | 23                           | —                            | 16                           | - USA: 58 000               | - USA: złoto                                                             |
| Flower Boy                                                                                            | - Data wydania: 21 lipca 2017 - Wydawca: Columbia - Format: CD, LP, digital download, streaming, kaseta        | 2                            | 8                            | 2                            | 65                           | 11                           | 6                            | 40                           | 9                            | - USA: 70 000 - POL: 20 000 | - USA: 2× platyna - AUS: złoto - UK: złoto - CAN: platyna - POL: platyna |
| Igor                                                                                                  | - Data wydania: 17 maja 2019 - Wydawca: Columbia - Format: CD, LP, digital download, streaming, kaseta         | 1                            | 3                            | 2                            | 43                           | 4                            | 4                            | 14                           | 4                            | - POL: 20 000 - USA: 74 000 | - POL: platyna - AUS: platyna - UK: złoto - CAN: platyna                 |
| Call Me If You Get Lost                                                                               | - Data wydania: 25 czerwca 2021 - Wydawca: Columbia - Format: CD, LP, digital download, streaming, kaseta      | 1                            | 2                            | 3                            | 32                           | 3                            | 2                            | 4                            | 4                            | - POL: 10 000 - USA: 55 000 | - POL: złoto - USA: platyna - UK: złoto - CAN: złoto - NZ: złoto         |
| Chromakopia                                                                                           | - Data wydania: 28 października 2024 - Wydawca: Columbia - Format: CD, LP, digital download, streaming, kaseta | 1                            | 1                            | 1                            | 19                           | 4                            | 1                            | 1                            | 1                            | - USA: 142 000              |                                                                          |
| DON'T TAP THE GLASS                                                                                   | - Data wydania: 21 Lipca 2025 - Wydawca: Columbia - Format: CD, LP, digital download, streaming, kaseta        | -                            | -                            | -                            | -                            | -                            | -                            | -                            | -                            |                             |                                                                          |
| „—” oznacza, że album nie znalazł się na listach przebojów lub nie został wydany na danym terytorium. | |                              |                              |                              |                              |                              |                              |                              |                              |                             |                                                                          |

## Filmografia

### Telewizja
| Telewizja | Telewizja                          | Telewizja               | Telewizja                                                                                           |
| Rok       | Tytuł                              | Rola                    | Uwagi                                                                                               |
| --------- | ---------------------------------- | ----------------------- | --------------------------------------------------------------------------------------------------- |
| 2011–2013 | Late Night with Jimmy Fallon       | On sam                  | 2011: Wykonanie utworu „Sandwitches” z Hodgy 2013:Wykonanie utworu „Treehome95” z Coco O i „Domo23” |
| 2011      | When I Was 17                      | On sam                  | |
| 2011      | Workaholics                        | Extra                   | Epizod: „Heist School”                                                                              |
| 2011      | Zwyczajny serial                   | Blitz Comet Big Trouble | Głos, epizod: „Rap It Up”                                                                           |
| 2012      | Punk'd                             | On sam                  | 2 epizody; sezon 9 epizod 2 i 4                                                                     |
| 2012      | Ridiculousness                     | On sam                  | Sezon 1, epizod 10: Tyler, the Creator i Taco Bennet                                                |
| 2012      | Świat według Mindy                 | Raper                   | Sezon 1, epizod 10: Mindy's Brother                                                                 |
| 2012–2014 | Loiter Squad                       | On sam                  | Współtwórca, producent, kompozytor                                                                  |
| 2013      | Late Night with David Letterman    | On sam                  | Wykonanie utworu „Rusty” z Domo Genesis i Earl Sweatshirt                                           |
| 2013      | The Arsenio Hall Show              | On sam                  | |
| 2013      | Axe Cop                            | Liborg                  | 2 epizody                                                                                           |
| 2015      | Black Dynamite                     | Broto                   | Sezon 2, epizod 10: „The Wizzard of Watts”                                                          |
| 2015      | The Eric Andre Show                | On sam                  | Sezon 3, epizod 8: „Jimmy Kimmel; Tyler, the Creator”                                               |
| 2015      | Tavis Smiley                       | On sam                  | |
| 2017      | The Late Show with Stephen Colbert | On sam                  | Wykonanie utworu „911”                                                                              |
| 2017–2019 | The Jellies!                       | Różne                   | Twórca, producent wykonawczy, kompozytor                                                            |
| 2020      | Kidding                            | Cornell                 | Sezon 2                                                                                             |
| 2022      | Big Mouth                          | Jezus Chrystus          | Sezon 6, epizod 1: The Hookup House                                                                 |

### Filmy
| Filmy | Filmy           | Filmy                | Filmy                |
| Rok   | Tytuł           | Rola                 | Uwagi                |
| ----- | --------------- | -------------------- | -------------------- |
| 2022  | Jackass Forever | On sam               | Występ gościnny      |
| 2022  | Jackass 4.5     | On sam               | Cameo                |
| 2024  | Piece by Piece  | Nauczyciel Pharell'a | Cameo; głos          |
| 2024  | Marty Supreme   | TBA                  | W trakcie nagrywania |

#### Jako dyrektor

##### Teledyski
| Filmy | Filmy                                                                             | Filmy              | Filmy                                                       |
| Rok   | Tytuł                                                                             | Arysta             | Uwagi                                                       |
| ----- | --------------------------------------------------------------------------------- | ------------------ | ----------------------------------------------------------- |
| 2010  | „Bastard”                                                                         | Tyler, the Creator | W napisach jako Wolf Haley Współreżyserowany z Taco Bennett |
| 2010  | „French!” (featuring Hodgy Beats)                                                 | Tyler, the Creator | W napisach jako Wolf Haley Współreżyserowany z Taco Bennett |
| 2010  | „VCR”                                                                             | Tyler, the Creator | W napisach jako Wolf Haley Współreżyserowany z Taco Bennett |
| 2011  | „Yonkers”                                                                         | Tyler, the Creator | W napisach jako Wolf Haley                                  |
| 2011  | „She” (featuring Frank Ocean)                                                     | Tyler, the Creator | W napisach jako Wolf Haley                                  |
| 2011  | „Bitch Suck Dick” (featuring Jasper Dolphin & Taco)                               | Tyler, the Creator | W napisach jako Wolf Haley                                  |
| 2012  | „Rella” (featuring Hodgy Beats, Domo Genesis and Tyler, the Creator)              | Odd Future         | W napisach jako Wolf Haley                                  |
| 2012  | „NY (Ned Flander)” (featuring Hodgy Beats & Tyler, the Creator)                   | Odd Future         | W napisach jako Wolf Haley                                  |
| 2012  | „Sam (Is Dead)” (featuring Domo Genesis and Tyler, the Creator)                   | Odd Future         | W napisach jako Wolf Haley                                  |
| 2012  | „F.E.B.N.”                                                                        | Trash Talk         | W napisach jako Wolf Haley                                  |
| 2013  | „Domo 23/Bimmer”                                                                  | Tyler, the Creator | W napisach jako Wolf Haley                                  |
| 2013  | „IFHY/Jamba” (featuring Pharrell and Hodgy Beats)                                 | Tyler, the Creator | W napisach jako Wolf Haley                                  |
| 2013  | „Tamale/Answer”                                                                   | Tyler, the Creator | W napisach jako Wolf Haley                                  |
| 2013  | „Whoa” (featuring Tyler, the Creator)                                             | Earl Sweatshirt    | W napisach jako Wolf Haley                                  |
| 2013  | „Glowing”                                                                         | D.A. Wallach       | W napisach jako Wolf Haley                                  |
| 2015  | „Fucking Young/Deathcamp”                                                         | Tyler, the Creator | W napisach jako Wolf Haley                                  |
| 2017  | „Who Dat Boy/911” (featuring A$AP Rocky)                                          | Tyler, the Creator | W napisach jako Wolf Haley                                  |
| 2018  | „Okra”                                                                            | Tyler, the Creator | W napisach jako Wolf Haley                                  |
| 2018  | „Potato Salad” (featuring A$AP Rocky)                                             | Tyler, the Creator | W napisach jako Wolf Haley                                  |
| 2018  | „See You Again / Where This Flower Blooms” (featuring Kali Uchis and Frank Ocean) | Tyler, the Creator | W napisach jako Wolf Haley                                  |
| 2019  | „Earfquake”                                                                       | Tyler, the Creator | W napisach jako Wolf Haley                                  |
| 2019  | „A Boy Is a Gun”                                                                  | Tyler, the Creator | W napisach jako Wolf Haley                                  |
| 2019  | „I Think”                                                                         | Tyler, the Creator | W napisach jako Wolf Haley                                  |
| 2019  | „Best Interest”                                                                   | Tyler, the Creator | W napisach jako Wolf Haley                                  |
| 2021  | „Lumberjack”                                                                      | Tyler, the Creator | W napisach jako Wolf Haley                                  |
| 2021  | „WusYaName” (featuring YoungBoy Never Broke Again and Ty Dolla Sign)              | Tyler, the Creator | W napisach jako Wolf Haley                                  |
| 2021  | „Juggernaut” (featuring Lil Uzi Vert and Pharrell Williams)                       | Tyler, the Creator | W napisach jako Wolf Haley                                  |
| 2021  | „Corso”                                                                           | Tyler, the Creator | W napisach jako Wolf Haley                                  |
| 2021  | „Lemonhead” (featuring 42 Dugg and Frank Ocean)                                   | Tyler, the Creator | W napisach jako Wolf Haley                                  |
| 2022  | „Come On, Let's Go” (featuring Nigo)                                              | Tyler, the Creator | W napisach jako Tyler Okonma                                |
| 2024  | THAT GUY                                                                          | Tyler, the Creator | W napisach jako Tyler Okonma                                |
| 2025  | STOP PLAYING WITH ME                                                              | Tyler, the Creator | W napisach jako Tyler Okonma                                |
| 2025  | Darling, I                                                                        | Tyler, the Creator | W napisach jako Tyler Okonma                                |

## Nagrody i nominacje
| Rok  | Nagroda                 | Kategoria                                    | Tytułem                                                         | Wynik     | Przypisy |
| ---- | ----------------------- | -------------------------------------------- | --------------------------------------------------------------- | --------- | -------- |
| 2011 | MTV Video Music Awards  | Best New Artist                              | „Yonkers”                                                       | Wygrana   | [ 218 ]  |
| 2011 | MTV Video Music Awards  | Video of the Year                            | „Yonkers”                                                       | Nominacja | [ 218 ]  |
| 2011 | BET Hip Hop Awards      | Rookie of the Year                           | Tyler, the Creator                                              | Nominacja |          |
| 2011 | MTV2 Sucker Free Awards | Rookie of the Year                           | Tyler, the Creator                                              | Wygrana   | [ 219 ]  |
| 2011 | MTV2 Sucker Free Awards | Must Follow Artist                           | Tyler, the Creator                                              | Wygrana   | [ 219 ]  |
| 2011 | O Music Awards          | Most Outrageous Tweet                        | Tyler, the Creator                                              | Nominacja | [ 220 ]  |
| 2013 | Grammy Awards           | Album of the Year                            | Channel Orange (as featured artist)                             | Nominacja | [ 221 ]  |
| 2014 | MTV Video Music Awards  | Best Art Direction                           | „Tamale”                                                        | Nominacja | [ 222 ]  |
| 2015 | MTV Video Music Awards  | Best Visual Effects                          | „Fucking Young/Death Camp”                                      | Nominacja | [ 223 ]  |
| 2017 | BET Hip Hop Awards      | Impact Track                                 | „Who Dat Boy” (with A$AP Rocky)                                 | Nominacja | [ 224 ]  |
| 2018 | Annie Awards            | Best Music in a Feature Production           | The Grinch                                                      | Nominacja | [ 225 ]  |
| 2018 | Grammy Awards           | Best Rap Album                               | Flower Boy                                                      | Nominacja | [ 221 ]  |
| 2018 | UK Music Video Awards   | Best Urban Video - International             | „After the Storm” (with Kali Uchis and Bootsy Collins)          | Nominacja | [ 226 ]  |
| 2018 | UK Music Video Awards   | Best Production Design in a Video            | „After the Storm” (with Kali Uchis and Bootsy Collins)          | Nominacja | [ 226 ]  |
| 2019 | BET Hip Hop Awards      | Album of the Year                            | Igor                                                            | Nominacja | [ 227 ]  |
| 2020 | Grammy Awards           | Best Rap Album                               | Igor                                                            | Wygrana   | [ 221 ]  |
| 2020 | NME Awards              | Best Album in the World                      | Igor                                                            | Nominacja | [ 228 ]  |
| 2020 | Brit Awards             | International Male Solo Artist               | Tyler, the Creator                                              | Wygrana   | [ 229 ]  |
| 2021 | MTV Video Music Awards  | Best Direction                               | „Lumberjack”                                                    | Nominacja | [ 230 ]  |
| 2021 | UK Music Video Awards   | Best Hip Hop/Grime/Rap Video – International | „Corso”                                                         | Nominacja | [ 231 ]  |
| 2021 | BET Hip Hop Awards      | Hip Hop Artist of the Year                   | Tyler, the Creator                                              | Nominacja | [ 232 ]  |
| 2021 | BET Hip Hop Awards      | Best Live Performer                          | Tyler, the Creator                                              | Wygrana   | [ 232 ]  |
| 2021 | BET Hip Hop Awards      | Producer of the Year                         | Tyler, the Creator                                              | Nominacja | [ 232 ]  |
| 2021 | BET Hip Hop Awards      | Cultural Influence Award                     | Tyler, the Creator                                              | Wygrana   | [ 232 ]  |
| 2021 | BET Hip Hop Awards      | Album of the Year                            | Call Me If You Get Lost                                         | Wygrana   | [ 232 ]  |
| 2022 | BET Awards              | Album of the Year                            | Call Me If You Get Lost                                         | Nominacja | [ 233 ]  |
| 2022 | Grammy Awards           | Album of the Year                            | Call Me If You Get Lost                                         | Wygrana   | [ 221 ]  |
| 2022 | Grammy Awards           | Best Melodic Rap Performance                 | „WusYaName” (with YoungBoy Never Broke Again and Ty Dolla $ign) | Nominacja | [ 221 ]  |
| 2022 | NME Awards              | Best Album in the World                      | Call Me If You Get Lost                                         | Nominacja | [ 234 ]  |
| 2022 | NME Awards              | Best Festival Headliner                      | Tyler, the Creator                                              | Nominacja | [ 234 ]  |
| 2022 | UK Music Video Awards   | Best Hip Hop/Grime/Rap Video – International | „Cash In Cash Out” (with Pharrell Williams and 21 Savage)       | Wygrana   | [ 235 ]  |
| 2022 | UK Music Video Awards   | Best Visual Effects in a Video               | „Cash In Cash Out” (with Pharrell Williams and 21 Savage)       | Wygrana   | [ 235 ]  |
| 2022 | UK Music Video Awards   | Best Animation in a Video                    | „Cash In Cash Out” (with Pharrell Williams and 21 Savage)       | Wygrana   | [ 235 ]  |
| 2022 | UK Music Video Awards   | Video of the Year                            | „Cash In Cash Out” (with Pharrell Williams and 21 Savage)       | Wygrana   | [ 235 ]  |
| 2022 | XXL Awards              | Song of the Year                             | „WusYaName” (with YoungBoy Never Broke Again and Ty Dolla $ign) | Nominacja | [ 236 ]  |
| 2022 | XXL Awards              | Artist of the Year                           | Tyler, the Creator                                              | Nominacja | [ 236 ]  |
| 2022 | XXL Awards              | Male Rapper of the Year                      | Tyler, the Creator                                              | Nominacja | [ 236 ]  |
| 2022 | XXL Awards              | Lyricist of the Year                         | Tyler, the Creator                                              | Nominacja | [ 236 ]  |
| 2022 | XXL Awards              | Producer of the Year                         | Tyler, the Creator                                              | Nominacja | [ 236 ]  |
| 2022 | XXL Awards              | Performer of the Year                        | Tyler, the Creator                                              | Nominacja | [ 236 ]  |
| 2022 | XXL Awards              | The People's Champ                           | Tyler, the Creator                                              | Nominacja | [ 236 ]  |
| 2022 | XXL Awards              | Album of the Year                            | Call Me If You Get Lost                                         | Nominacja | [ 236 ]  |
| 2022 | XXL Awards              | Video of the Year                            | „Lumberjack”                                                    | Nominacja | [ 236 ]  |